# Turó de la Picarola
El Turó de la Picarola és una muntanya de 242 metres que es troba al municipi de Castellet i la Gornal, a la comarca catalana de l'Alt Penedès. Hi ha un forn de calç inventariat en els Mapes de Patrimoni Cultural de Catalunya.